# Empoasca ariadnae
Empoasca ariadnae är en insektsart som beskrevs av Irena Dworakowska 1971. Empoasca ariadnae ingår i släktet Empoasca och familjen dvärgstritar. Inga underarter finns listade i Catalogue of Life.